# ATCvet代码 (QI)
ATCvet代码QI（免疫产品）是兽用解剖学治疗学及化学分类系统的一个分类，这是由世界卫生组织药物统计方法整合中心所制定的药品及其它兽用医用产品的官方分类系统。
国家ATC分类可能包括列表中没有的其它分类，列表为世界卫生组织（WHO）版本。